# Goświnowice

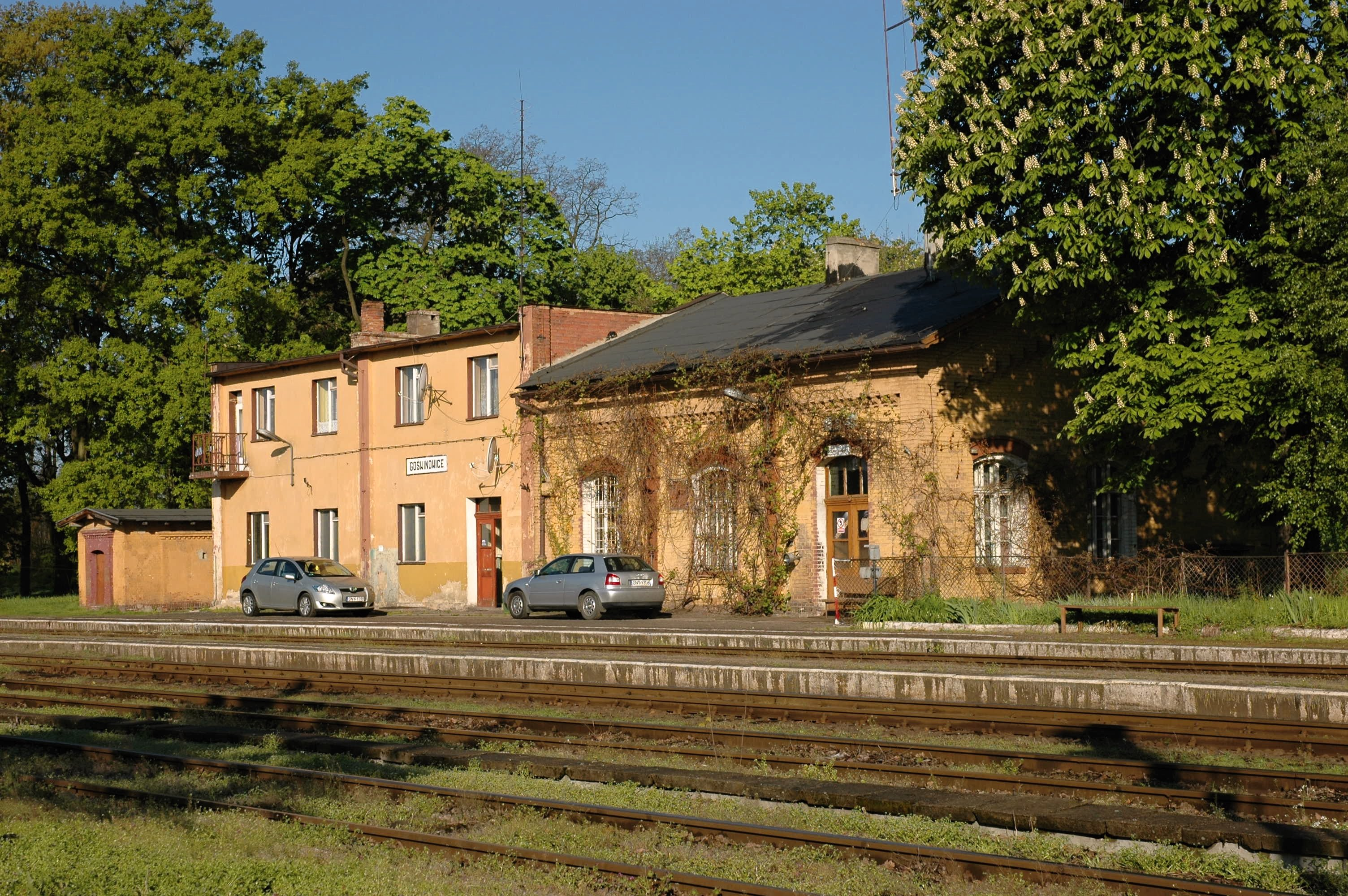
Empfangsgebäude des Bahnhofs Goświnowice

Goświnowice (deutsch bis 1928 Gießmannsdorf, 1928–1939 Friedenthal-Großgiesmannsdorf; 1939–1945 Großgiesmannsdorf) ist ein Ort in der Stadt- und Landgemeinde Nysa (Neisse) im Powiat Nyski der Woiwodschaft Opole (Oppeln) in Polen.

## Geographie
Goświnowice liegt im Südwesten von Oberschlesien, etwa sechs Kilometer westlich von Nysa und 53 Kilometer südwestlich von Opole (Oppeln) in der Schlesischen Tiefebene im Hügelland zwischen Tellnitz (Cielnica) und dem Jezioro Nyskie (Neisser Stausee). In der Nähe befinden sich der Kreuzberg (257 m) und der Wachberg (269 m). Südöstlich des Dorfes verläuft die Landesstraße 46. Der Bahnhof Goświnowice liegt südlich des Ortskerns an der Bahnstrecke Nysa–Kamieniec.
Nachbarorte von Goświnowice sind im Nordwesten Radzikowice (Stephansdorf), im Osten Jędrzychów (Heidersdorf), im Südosten Skorochów (Kohlsdorf) und Głębinów (Glumpenau) und im Westen Suszkowice (Tschauschwitz).

## Geschichte
Erstmals urkundlich erwähnt wurde „Goswinni villa“ im Breslauer Zehntregister Liber fundationis episcopatus Vratislaviensis. 1370 ist Schreibweise „Goswinsdorff“ belegt. Am Anfang des 15. Jahrhunderts besaß Goswinsdorf 12 Huben.
Nach dem Ersten Schlesischen Krieg 1742 fiel Gießmannsdorf mit dem größten Teil Schlesiens an Preußen.
Nach der Neuorganisation der Provinz Schlesien gehörte die Landgemeinde Gießmannsdorf ab 1816 zum Landkreis Neisse, mit dem es bis 1945 verbunden blieb. 1845 bestanden im Dorf ein Vorwerk, eine Mühle, eine Brennerei, ein Schankhaus und 39 weitere Häuser. Im gleichen Jahr lebten in Gießmannsdorf 300 Einwohner, davon sieben evangelisch. Der Grundstein für den Bau der evangelischen Friedenskirche auf dem Wachberg wurde 1861 von Carl Nicolaus Friedenthal gelegt. Nach dessen Tod im Jahr 1864 übernahm sein Sohn Karl Rudolf Friedenthal den Weiterbau. Nach siebenjähriger Bauzeit wurde die Kirche am 2. Oktober 1868 eingeweiht. Die katholische Schule wurde 1866, die evangelische Schule wurde 1867 errichtet. Das zweistöckige Schulhaus stammt aus dem Jahr 1870. Die katholische mit dem Patrozinium Mariä Heimsuchung war 1872 erbaut worden. 1874 wurde der Amtsbezirk Großgießmannsdorf gebildet, dem die Landgemeinden Gießmannsdorf, Glumpenau, Jentsch, Nowag und Stephansdorf sowie die Gutsbezirke Gießmannsdorf, Glumpenau, Jentsch, Nowag und Schilde eingliedert wurden. 1885 zählte Gießmannsdorf 718 Einwohner.
1925 besuchten 25 Kinder die evangelische einklassige Schule und 215 Kinder die katholische fünfklassige Schule. Gießmannsdorf wurde am 17. Oktober 1928 zu Ehren der Familie Friedenthal, die sich um den Ort Verdienste erworben hatte, in Friedenthal-Giesmannsdorf umbenannt. 1933 lebten in Friedenthal-Giesmannsdorf 1180 Menschen. Im Dorf gab es 1937 vier Bäcker, drei Fleischer, zwei Friseure, drei Gasthöfe, drei Gemischtwarenläden, eine Hebamme, einen Korbmacher, eine Molkerei, einen Schneider, zwei Schuhmacher, eine Kreisspar- und Girokasse und die Giesmannsdorfer Fabriken, Spiritus-, Presshefe-, Brauerei-Gesellschaft mbH. Am 19. August 1939 wurde der Ortsname in Großgiesmannsdorf geändert. Damals wurden 1204 Einwohner gezählt.
Als Folge des Zweiten Weltkrieges fiel Großgiesmannsdorf mit dem größten Teil Schlesiens an Polen und wurde nachfolgend in Goświnowice umbenannt. Die einheimische deutsche Bevölkerung wurde – soweit sie nicht schon vorher geflohen war – vertrieben. Die neu angesiedelten Bewohner waren teilweise Zwangsausgesiedelte aus Ostpolen, das an die Sowjetunion gefallen war. Von 1945 bis 1950 gehörte Goświnowice zur Woiwodschaft Schlesien. 1950 wurde es der Woiwodschaft Opole eingegliedert.

### Die Herrschaft Friedenthal-Gießmannsdorf
Das Rittergut Giesmannsdorf mit den Gütern Jentsch und Zaupitz (zusammen 383 ha) war seit 1834 im Besitz der Familie v. Friedenthal-Falkenhausen; zur Herrschaft Friedenthal-Gießmannsdorf (insg. 1159 ha, davon 67 ha Park) gehörten im Kreis Neisse noch das Rittergut Glumpenau (165 ha) und das rittermäßige Vorwerk Nowag (67 ha), im Kreis Grottkau das Rittergut Zedlitz (90 ha), die Freischoltisei Hochdorf (255 ha) und die Bauerngüter Eichenau (132 ha) und Weidlich (26 ha).
Carl Nicolaus Friedenthal (1806–64) hatte 1842 eine Brennerei und eine Ziegelei, 1847 eine Hefefabrik und 1850 eine Brauerei gegründet. Sein Sohn, Karl Rudolf Friedenthal, richtete eine Ziegelei ein. Unter dem Nachfolger Ernst Carl Freiherr v. Falkenhausen-Friedenthal kam eine Fabrik für Eisen-Klinker-Platten und im Ersten Weltkrieg eine Kartoffelflockenfabrik hinzu. Für die Belegschaft entstand im Ort eine Wohnsiedlung.

### Einwohner und Häuser
- 1784:  151 Einwohner, 22 Stellen
- 1845:  300 Einwohner, 39 Häuser
- 1895: 1212 Einwohner, 77 Häuser, 308 Haushalte
- 1939: 1202 Einwohner, 302 Haushalte
- 2007: 1387[8]
- 2012: 1335[8]

## Verkehr
Der Bahnhof Goświnowice liegt an der Bahnstrecke Katowice–Legnica.

## Sehenswürdigkeiten
- Die römisch-katholische Kirche Mariä Heimsuchung (polnisch Kościół Nawiedzenia NMP) wurde 1872 erbaut.
- Auf dem Friedhof befindet sich eine neugotische Kapelle und eine Kastanienallee. Letzteres wurde 1990 unter Denkmalschutz gestellt.[9]

## Söhne und Töchter des Ortes
- Karl Rudolf Friedenthal (1827–1890), preußischer Politiker und Landwirtschaftsminister von 1874 bis 1879
- Paul Lindner (1861–1945), deutscher Mikrobiologe
- Alfred Langer (1928–2006), deutscher Grafiker
- Heinz Kluss (1934–2019), deutscher Generalstabsoffizier